# Kureń imienia Tarasa Szewczenki
Kureń imienia Tarasa Szewczenki (ros. Курень имени Тараса Шевченко, ukr. Українські курінь імені Шевченка) - ochotniczy oddział wojskowy białych, walczący w składzie Armii Rosyjskiej adm. Aleksandra Kołczaka, złożony z Ukraińców podczas wojny domowej w Rosji.
Latem 1918 na Syberii zostały sformowane spośród Ukraińców z południowego Uralu i Ałtaju, a także jeńców wojennych z armii austro-węgierskiej pochodzenia ukraińskiego dwa oddziały ochotnicze: Kureń im. Tarasa Szewczenki i Kureń im. hetmana Sahajdacznego. Pierwszy utworzono w sierpniu w Czelabińsku z inicjatywy Czelabińskiej Organizacji Ukraińskiej, na czele której stał por. Owczaruk. Liczył ok. 1,1 tys. żołnierzy. Dowódcą został por. Swiatenko. Oddział był bardzo dobrze uzbrojony i wyposażony. Składał się z czterech sotni. Używano ukraińskiej terminologii wojskowej. Żołnierze byli nazywani kozakami, kompanie - sotniami, zaś dowódcę oddziału tytułowano atamanem. Na mundurach noszono żółte pagony z niebieskimi kantami, na których były naszyte białe litery. Podczas tworzenia się oddziału wśród części zbolszewizowanych Ukraińców został powołany konspiracyjny rewkom (komitet rewolucyjny). Po trafieniu na front we wrześniu 1918 kureń walczył w składzie 11 Uralskiej Dywizji Strzeleckiej, a następnie 12 Uralskiej Dywizji Strzeleckiej. Wiosną 1919 z powodu klęsk wojsk Białych wśród Ukraińców zaczęła szerzyć się demoralizacja i drastyczny spadek dyscypliny wojskowej (co dotyczyło zresztą w znacznej mierze wszystkich jednostek armii Kołczaka). W rejonie stacji kolejowej Saraj-Gir nad rzeczką Dema doszło do zorganizowania buntu przez rewolucyjnych konspiratorów z podziemnego komitetu rewolucyjnego.
Ostatecznie żołnierze kurenia przeszli 2 maja całą jednostką na stronę wojsk bolszewickich.
Wykorzystali to czerwoni, wchodząc w powstały wyłom w linii frontu. Wskutek nieoczekiwanego ataku 12 Uralska Dywizja Strzelecka poniosła bardzo duże straty.
Z Ukraińców został sformowany Ukraiński pułk ochotniczy (1250 pieszych i 75 konnych) bolszewickiej Armii Turkiestańskiej, przeformowany następnie w 210 Ukraiński Pułk Strzelecki im. Lenina.